# Copa de Campeones de la Concacaf 1967
La Copa de Campeones de 1967 fue la tercera edición de la Copa de Campeones de la Concacaf, torneo de fútbol a nivel de clubes más importante de Norteamérica, Centroamérica y el Caribe. En la ronda final sólo participaron 3 equipos de 3 diferentes países. El torneo comenzó el 6 de agosto de 1967 y culminó el 24 de marzo de 1968. Por primera vez participa un club de Bermudas, Trinidad y Tobago, Nicaragua y Jamaica.
Alianza de El Salvador obtuvo el título por primera y única vez, luego de vencer a Jong Colombia de Antillas Neerlandesas en la final que por primera vez, se definió en un partido de desempate. Por su parte, se convirtió en el primer equipo de Centroamérica en ganar la competición.

## Equipos participantes
En cursiva los equipos debutantes en el torneo.
| País                         | Equipo                  |
| ---------------------------- | ----------------------- |
| El Salvador · 1 cupo         | Alianza FC              |
| Antillas Neerlandesas 1 cupo | CRKSV Jong Colombia     |
| Estados Unidos 1 cupo        | Philadelphia Ukrainians |
| Honduras 1 cupos             | CD Olimpia              |
| Guatemala · 1 cupo           | Aurora FC               |
| Bermudas 1 cupo              | Somerset Trojans        |
| Haití 1 cupo                 | Racing Club Haïtien     |
| Trinidad y Tobago 1 cupo     | Regiment FC             |
| Nicaragua 1 cupo             | Flor de Caña FC         |
| Jamaica 1 cupo               | Regiment FC             |

## Zona Norteamericana
- El Philadelphia Ukrainians de  Estados Unidos fue el único en participar por la zona; en la lista aparecía el Young Men Social Club de  Bermudas para participar, pero le cedió el lugar al Somerset Trojans (campeón de la temporada 1966-67) en la sección del Caribe.

## Zona Centroamericana

### Primera ronda

#### Alianza - Flor de Caña
| 6 de agosto de 1967 | Alianza                           | 8:0 | Flor de Caña | Estadio Flor Blanca, San Salvador |  |
|                     | Tapia · Sepúlveda · Desconocido/s |     |              |                                   |  |

| 13 de agosto de 1967 | Flor de Caña        | 3:2 (Global 3:10) | Alianza       | Estadio General Somoza, Managua |  |
|                      | Calvo · Desconocido |                   | Desconocido/s |                                 |  |

#### Aurora - Olimpia
| 6 de agosto de 1967 | Olimpia | 0:1 (0:0) | Aurora      | Estadio Nacional, Tegucigalpa |  |
|                     |         |           | Recinos 64' |                               |  |

| 13 de agosto de 1967                                            | Aurora | 0:1 (0:0) | Olimpia     | Estadio del Ejército, Ciudad de Guatemala |  |
|                                                                 |        |           | Rosales 60' |                                           |  |
| Debido al empate global de 1-1, se hizo un partido de desempate |        |           |             |                                           |  |

| 20 de agosto de 1967 | Aurora                 | 2:0 (0:0) (Global 3:1) | Olimpia | Estadio del Ejército, Ciudad de Guatemala |  |
|                      | Corado 59' · Arias 63' |                        |         |                                           |  |

### Segunda ronda
| 10 de septiembre de 1967 | Aurora | 0:0 | Alianza | Estadio del Ejército, Ciudad de Guatemala |  |

| 17 de septiembre de 1967                                        | Alianza | 1:1 | Aurora | Estadio Flor Blanca, San Salvador |  |
|                                                                 | Álvarez |     | Alemán |                                   |  |
| Debido al empate global de 1-1, se hizo un partido de desempate |         |     |        |                                   |  |

| 15 de octubre de 1967 | Alianza    | 1:0 (0:0; 0:0) (1:0 t. s.)(Global 2:1) | Aurora | Estadio Flor Blanca, San Salvador |                                 |
|                       | Monge 117' |                                        |        | Asistencia: 30 000 espectadores   | Asistencia: 30 000 espectadores |

## Zona del Caribe
Jugado en Kingston, Jamaica.
| Equipo           | Pts. | PJ | PG | PE | PP | GF | GC | Dif |
| ---------------- | ---- | -- | -- | -- | -- | -- | -- | --- |
| Jong Colombia    | 7    | 4  | 3  | 1  | 0  | 10 | 1  | +9  |
| Regiment         | 5    | 4  | 2  | 1  | 1  | 5  | 7  | -2  |
| Regiment         | 4    | 4  | 2  | 0  | 2  | 5  | 6  | -1  |
| Somerset Trojans | 2    | 4  | 1  | 0  | 3  | 8  | 8  | 0   |
| Racing Haïtien   | 2    | 4  | 1  | 0  | 3  | 3  | 9  | -6  |

### Partidos
| 22 de enero de 1968 | Regiment | 0:3 | Jong Colombia          | Estadio Nacional, Kingston |  |
|                     |          |     | E. Constancia · Obispo |                            |  |

| 22 de enero de 1968 | Racing Haïtien                           | 3:2 | Somerset Trojans  | Estadio Nacional, Kingston |  |
|                     | G. Saint-Vil · Barthélemy · R. Saint-Vil |     | Horton · R. Smith |                            |  |

| 24 de enero de 1968 | Jong Colombia | 1:1 | Regiment | Estadio Nacional, Kingston |  |
|                     | Obispo        |     | Browne   |                            |  |

| 24 de enero de 1968 | Regiment | 2:1 | Somerset Trojans | Estadio Nacional, Kingston |  |
|                     | Black    |     | R. Smith         |                            |  |

| 24 de enero de 1968 | Regiment    | 1:0 (0:0) | Racing Haïtien | Estadio Nacional, Kingston |  |
|                     | Berassa 85' |           |                |                            |  |

| 27 de enero de 1968 | Somerset Trojans | 0:2 | Jong Colombia | Estadio Nacional, Kingston |  |

| 27 de enero de 1968 | Regiment | 2:1 | Regiment | Estadio Nacional, Kingston |  |
|                     | Berassa  |     | Green    |                            |  |

| 30 de enero de 1968 | Jong Colombia                                           | 4:0 | Racing Haïtien | Estadio Nacional, Kingston |  |
|                     | A. Martina · E. Martina · J. Constancia · E. Constancia |     |                |                            |  |

| 30 de enero de 1968 | Somerset Trojans         | 5:1 | Regiment    | Estadio Nacional, Kingston |  |
|                     | Horton · Best · R. Smith |     | Desconocido |                            |  |

| 30 de enero de 1968 | Regiment | 2:0 | Racing Haïtien | Estadio Nacional, Kingston |  |
|                     | Green    |     |                |                            |  |

## Ronda final
- Alianza
- Jong Colombia
- Philadelphia Ukrainians

### Semifinal
| 12 de noviembre de 1967 | Philadelphia Ukrainians | 1:2 | Alianza | Estadio Flor Blanca, San Salvador |  |
|                         | Pasache                 |     | Flores  |                                   |  |

| 15 de noviembre de 1967 | Alianza | 1:0 (Global 3:1) | Philadelphia Ukrainians | Estadio Flor Blanca, San Salvador |  |
|                         | Salas   |                  |                         |                                   |  |

### Final

#### Ida
| 13 de marzo de 1968 | Jong Colombia          | 2:1 | Alianza | Estadio Willemstad, Willemstad |  |
|                     | Obispo · W. Constancia |     | Flores  |                                |  |

#### Vuelta
| 19 de marzo de 1968                                                  | Alianza                 | 3:0     | Jong Colombia | Estadio Flor Blanca, San Salvador |  |
|                                                                      | Salas · Jacques · Tapia | Reporte |               |                                   |  |
| Debido a que cada equipo ganó un partido, se disputó un juego final. |                         |         |               |                                   |  |

#### Desempate
| 24 de marzo de 1968 | Alianza                                      | 5:3 (2:1) (Global 9:5) | Jong Colombia                                            | Estadio Flor Blanca, San Salvador |  |
|                     | Flores 13' 85' · Tapia 43' 52' · Jacques 49' | Reporte                | J. Constancia 7' · E. Constancia 65' · W. Constancia 77' |                                   |  |

| Alianza Campeón 1.er título |